# Уайт, Перл
Перл Фэй Уайт (англ. Pearl White; 4 марта 1889 — 4 августа 1938) — американская актриса, звезда немого кино. Снималась в серийных фильмах студии «Пате» «Опасные похождения Полины», «Тайны Нью-Йорка» и «Похождения Элен».

## Биография
Перл Уайт родилась 4 марта 1889 года в Грин Ридж (штат Миссури). Девочку назвали Перл Фэй Уайт (англ. pearl — жемчужина, англ. white — белый).
Мать Перл, итальянка Инес, умерла, когда девочке было три года. Отец ирландец Эдвард Дж. Уайт был фермером. Согласно данным переписи населения за 1880 год, точно известны имена ещё двух детей Эдварда и Инес — Фред и Грейс, хотя Перл утверждала, что в семье Уайтов было восемь детей.
Окончила школу в Спрингфилде.
Карьеру артистки Перл начинала в цирке. Актриса несколько раз упоминала о том, как сбежала из дома в тринадцать лет, чтобы стать цирковой артисткой. В цирковой труппе Перл выступала в качестве воздушной гимнастки и наездницы.
В 1907 году Перл Уайт поступила в труппу «Diemer Theater Company». В том же году она вышла замуж за коллегу по сцене Виктора Сазерленда. Венчание проходило в Оклахоме. Актёры вскоре расстались, но официально развод был оформлен только в 1914 году.
Играла небольшие роли на сцене. Уайт отправилась на Кубу, где под псевдонимом мисс Мази (англ. Miss Mazee) поет в дэнс-холле.
К 1910 году у неё возникли проблемы с голосом, и она решила попробовать себя в кино.
На студии «Калем» она получила отказ ввиду «нефотогеничности». Её взяли на испытательный срок на студии «Пауэрс».
В 1910 году Перл Уайт снялась в фильме «Новая Магдалина» по мотивам романа Уилки Коллинза). Уайт начала сниматься под псевдонимом «Пауэрс герл».
Из «Пауэрс» Уайт ушла в компанию Зигмунда Любина. Там она работала с Артуром Джонсоном и Флоренс Лоуренс.
Летом 1911 года Перл переехала в Нью-Йорк.

Эти строки — гимн той, которую широкая публика, невольно делая каламбур, называла Перль Вит (Произнося английское имя на французский лад, публика придавала ему иной смысл: «Быстрая жемчужина») и, таким образом, отдавала должное и её бурной энергии и её необыкновенной красоте.
— Луи Арагон о Перл Уайт
В Нью-Йорке Уайт пригласили в американский филиал киностудии «Пате», где она снялась в фильмах «Пропавшее ожерелье», «Роман из окна», «Ангел трущоб», «Непредвиденное осложнения», «Роковой портрет». Позже стали выходить фильмы с её именем в названии «Перл и бродяга», «Ошибка Перл». Режиссёром большинства этих лент был французский режиссёр Луи Ганье.
В то время журнал «Moving Picture World» писал: «Из всех современных актрис больше всего поклонников у Перл Уайт и, надо признать, она это заслужила».
В конце 1913 года газета «Чикаго трибюн» анонсировала выпуск романа-фельетона «Приключение Кэтлин», а на экраны вышла серия фильмов по печатавшемуся роману. Тираж «Чикаго трибюн» быстро вырос.
Уильям Херст, подхватив идею МакКормика, весной 1914 года начал печатать роман «Опасные похождения Полины».
В 1914 году студия «Пате» сняла сериал «Опасные похождения Полины», ставший первым и наиболее популярным в карьере Перл Уайт.

Если я действительно чем-нибудь горжусь в своей кинокарьере, так это тем, что за все годы, проведенные мною перед съемочным аппаратом, я ни разу не пользовалась услугами дублеров… Когда я делаю «трюк», я знаю, что он может кончиться для меня печально, но мысли такого рода я стараюсь выбросить из головы. Я верю, что все выполню успешно, и нападаю на каждого, кто так или иначе нарушает мое душевное состояние уверенности; потому что если я потерплю неудачу, она станет последней в моей жизни.— Перл Уайт
После «Опасных приключений Полины» Перл снималась в сериале «Тайны Нью-Йорка».
За «Тайнами Нью-Йорка» последовали «Похождения Элен» и «Роман Элен» (10 серий).
У «Пате» кроме серийных боевиков актриса снималась в «Роман Анабель», «Королевская игра», «Хэйзел Керк».
В 1919 Перл вышла замуж за ветерана Первой мировой войны майора Уоллеса Маккатчена-мл. с которым они развелись в 1921 году.
В том же 1919 году Уайт заключила контракт с Уильямом Фоксом. Снялась в фильмах «Белая моль», «Тигренок», «Язычник», «Вор», «Женщина с гор». У Фокса Перл Уайт работала с Гарри Миллардом, Чарльзом Гиблином, Эдвардом Хозе.
Перл переехала в Париж, где заключила контракт с антрепренёром Леоном Вольтерром и стада звездой мюзик-холла «Казино де Пари».

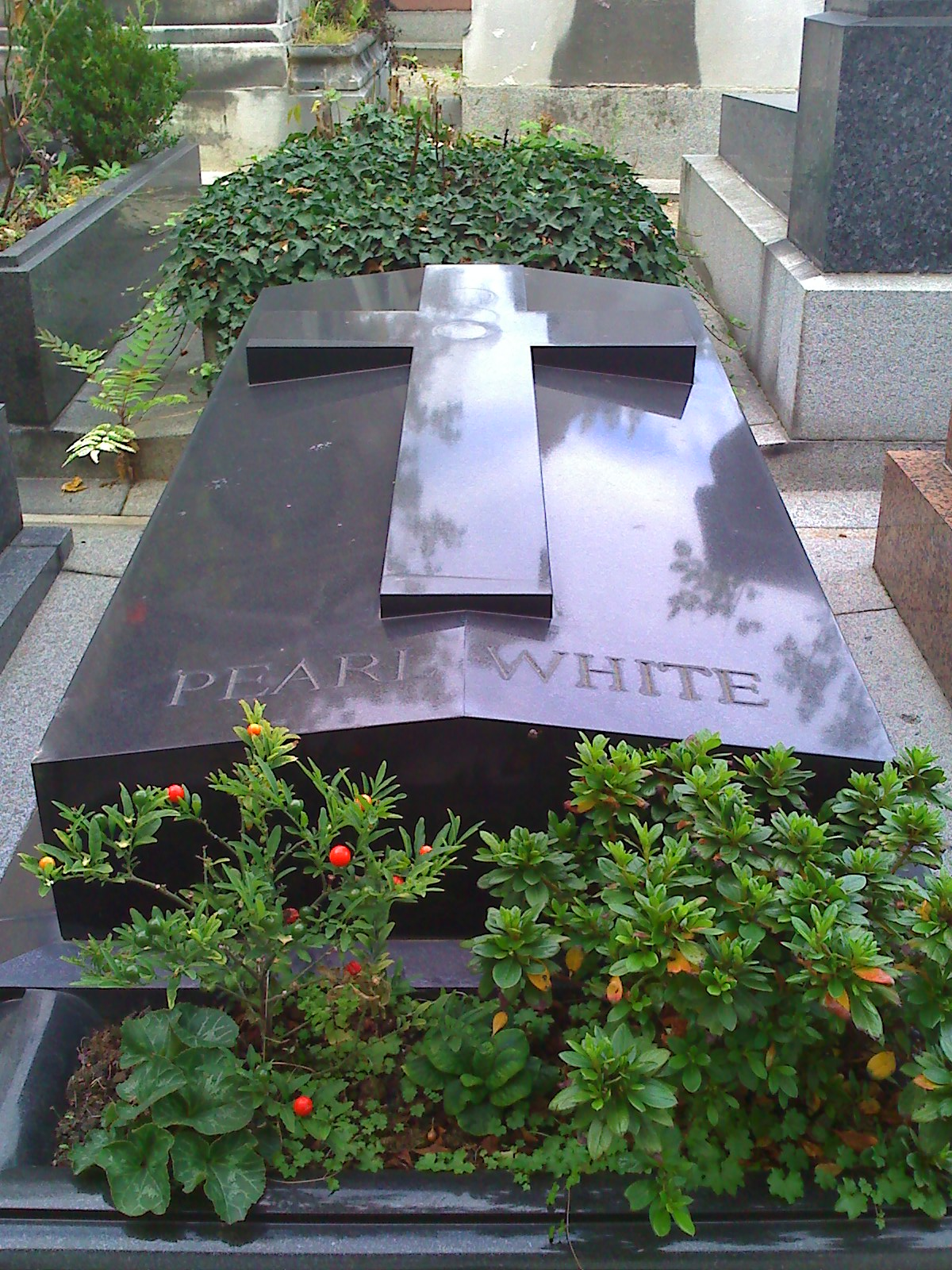
Могила Перл Уайт на кладбище Пасси

Перл Уайт вышла замуж за молодого греческого миллионера Теодора Коссику (англ. Theodore Cossika), много путешествовала.
В июле 1938 году Уайт была госпитализирована в частную парижскую клинику, где скончалась 4 августа 1938 года от цирроза печени. Перл Уайт похоронена в Париже на кладбище Пасси.

## Фильмография
- 1910 — Новая Магдалина / The New Magdalene
- 1911 — Пропавшее ожерелье
- 1911 — Роман из окна / Through the Window
- 1911 — Ангел трущоб / The Angel of the Slums
- 1911 — Непредвиденное осложнения
- 1911 — Роковой портрет
- 1913 — Перл и бродяга / Pearl and the Tramp
- 1914 — Ошибка Перл / Pearl’s Mistake
- 1914 — Опасные похождения Полины / The Perils of Pauline
- 1914 — Тайны Нью-Йорка
- 1914 — Похождения Элен / The Exploits of Elaine
- 1915 — Вашингтонская почта
- 1916 — Железный коготь
- 1919 — Белая моль
- 1919 — Тигренок
- 1919 — Язычник
- 1919 — Вор
- 1919 — Женщина с гор